# Michael Bay
Pour les articles homonymes, voir Bay.
 (juillet 2025).
Si vous disposez d'ouvrages ou d'articles de référence ou si vous connaissez des sites web de qualité traitant du thème abordé ici, merci de compléter l'article en donnant les références utiles à sa vérifiabilité et en les liant à la section « Notes et références ».
Michael Bay [ˈmaɪkəl beɪ], né le 17 février 1965 à Los Angeles (Californie, États-Unis), est un réalisateur, producteur de cinéma et acteur américain.
Après une carrière productive dans la réalisation de clips musicaux, il se lance dans la réalisation de longs-métrages avec Bad Boys, mettant en vedette Will Smith et Martin Lawrence. Par la suite il réalise, entre autres, Armageddon, Pearl Harbor, Bad Boys II et The Island. La saga Transformers, dont il dirige les cinq premiers volets de 2007 à 2017, lui vaut un énorme succès.
Spécialiste du blockbuster hollywoodien, notamment dans le genre du film d'action et du film catastrophe, son style est marqué par l'utilisation importante d'effets spéciaux et par un montage dynamique (plans courts, travellings circulaires). La plupart de ses films font recettes au box-office.
Il est cofondateur de la maison de production commerciale de l'Institut, The Institute for the Development of Enhanced Perceptual Awareness, cofondateur et copropriétaire de la maison d'effets spéciaux Digital Domain ainsi que copropriétaire de Platinum Dunes.

## Biographie

### Scolarité
Né le 17 février 1965, Michael Benjamin Bay a grandi dans la ville de Los Angeles, en Californie, au sein d'une famille adoptive.
Il effectue sa scolarité à la Crossroads School for Arts & Sciences à Santa Monica, un établissement réputé pour accueillir les enfants des élites d'Hollywood.
Il poursuit des études en anglais et en cinéma à l'université Wesleyan de Middletown, dans le Connecticut. Il obtient son diplôme en 1986. Il est membre de la fraternité Psi Upsilon.
Michael Bay se voit refuser de poursuivre ses études, notamment de l'université de Californie du Sud. Il se tourne vers des études de cinéma et intègre l'Art Center College of Design de Pasadena.

### Premiers projets
Diplômé, Michael Bay se lance, avec l'aide de Kirk Skinner (un ami de lycée), dans l'industrie de la musique et de la vidéo. Il travaille auprès d'artistes tels que Meat Loaf, Richard Marx, Donny Osmond, Lionel Richie et Tina Turner.
Il intègre la société de production et de distribution Propaganda Films, réalise des vidéos pour la télévision, des publicités et des clips vidéo pour de grandes entreprises, telles que Nike, Reebok, Budweiser et Coca-Cola.
Son vidéoclip pour la Croix-Rouge remporte un Clio Award en 1992. La série Got Milk? lui vaut le Grand Prix Clio Award for Commercial of the Year. Le clip de I'd Do Anything for Love (But I Won't Do That) de Meat Loaf lui ouvre les portes du cinéma.

### Années 1990

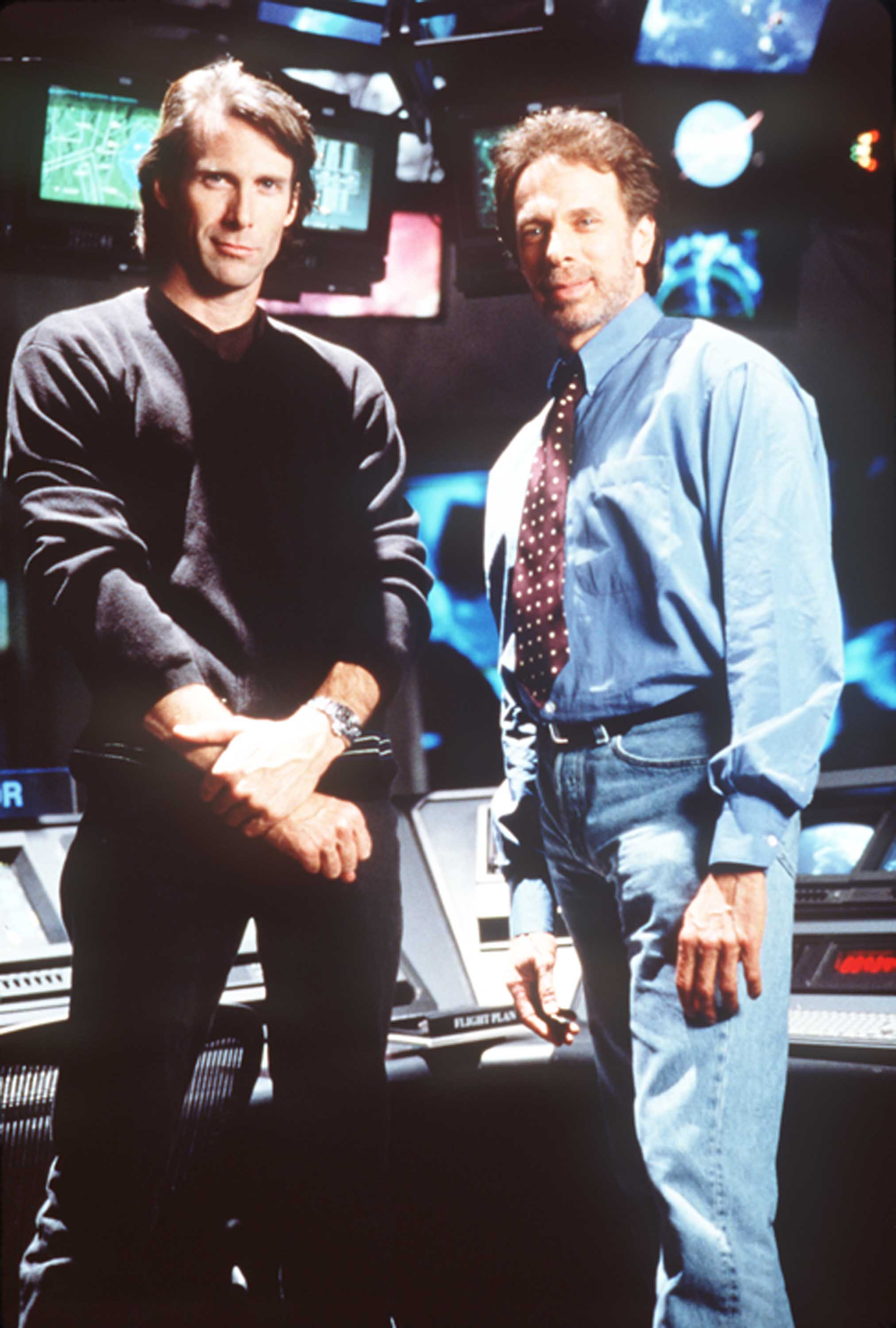
Michael Bay et Jerry Bruckheimer à la base aérienne d'Edwards Air Force Base en Californie où plusieurs scènes du film Armageddon ont été tournées en 1998.

Les vidéoclips de Michael Bay attirent l'attention des producteurs Jerry Bruckheimer et Don Simpson. Ils le choisissent pour réaliser Bad Boys, qui sera son premier long-métrage. Le film, tourné à Miami en 1994, met en scène Will Smith et Martin Lawrence. Le film fera 141 millions de dollars de recettes : un profit énorme pour les producteurs et le distributeur, Columbia Pictures. Ce succès entraîne un nouveau partenariat avec Jerry Bruckheimer.
Son deuxième long-métrage est Rock, en 1996 : un film d'action ayant pour cadre l'île d'Alcatraz, dans la baie de San Francisco. Il met en vedette Sean Connery, Nicolas Cage et Ed Harris. Le film est produit par Jerry Bruckheimer et Don Simpson. Celui-ci décède cinq mois avant la sortie du film, qui lui sera dédié. 
Rock remporte des récompenses, dont le Best On-Screen Duo aux MTV Movie Awards pour les prestations de Nicolas Cage et de Sean Connery, et une nomination à l'Oscar du meilleur son pour le travail de Greg P. Russell, Kevin O'Connell et Keith A. Wester.
Toujours en collaboration avec Jerry Bruckheimer, Bay réalise le film Armageddon, sorti en 1998 alors que les films catastrophe sont populaires à Hollywood. Il raconte le périple d'un groupe de foreurs, recrutés et envoyés par la NASA pour dévier la trajectoire d'un astéroïde avant sa collision avec la Terre. Bruce Willis, Billy Bob Thornton, Ben Affleck et Liv Tyler sont à l'affiche. Malgré de mauvaises critiques, Armageddon est nommé à la 71e cérémonie des Oscars dans les catégories meilleur son, meilleurs effets visuels, meilleur montage sonore et meilleure chanson originale. Il rapporta plus de 550 millions de dollars.

### Années 2000
En 2001, Michael Bay adopte une approche différente pour son film sur l'attaque de Pearl Harbor, sorti le week-end de Memorial Day 2001. Il y dirige Ben Affleck, Josh Hartnett, Kate Beckinsale et Cuba Gooding Jr. L'accueil de la critique est mitigé : elle le juge visuellement lisse et historiquement imprécis, et souligne des lacunes littéraires, des dialogues banals, un triangle amoureux mal développé et des personnages principaux creux. Le film est nommé dans quatre catégories à la 74e cérémonie des Oscars (meilleur montage sonore, meilleur son, meilleurs effets visuels et meilleure chanson originale) et remporte l'Oscar du meilleur montage sonore.
En 2003, Bay retrouve Will Smith et Martin Lawrence pour Bad Boys 2, sa cinquième collaboration avec Jerry Bruckheimer. Le film est critiqué pour sa longueur et sa brutalité. Il engrange 138 millions de dollars de recettes au box-office américain (somme suffisante pour couvrir le budget de production) et 273 millions de dollars de recettes dans le monde, presque deux fois plus que le film original.
Michael Bay réalise ensuite The Island sorti en 2005, film de science-fiction décrit comme un pastiche d'«escape-from-dystopie», avec Ewan McGregor et Scarlett Johansson. Le film se fait cette fois sans Jerry Bruckheimer. C'est une déception pour le box-office américain (seulement 36 millions de dollars de recettes). Le film a plus de succès à l'international, remportant 163 millions dans le monde. 
Michael Bay déclare ne pas être à l'aise avec la mise sur le marché du film aux États-Unis. Il n'est pas bien accueilli, mais certaines critiques sont plus douces pour le propos humaniste du film, et font l'éloge des effets spéciaux, des cascades et des multiples scènes de poursuite ainsi que de la manière dont Bay maintient le rythme du film.
En 2006, Michael Bay et Wydncrest Holdings rachètent la société d'effets spéciaux Digital Domain créée par James Cameron et Stan Winston. Bay dirige en même temps son entreprise, Platinum Dunes. Elle produit des films d'horreur, ouvrant sur la réussite commerciale des remakes des films des années 1970 (Massacre à la tronçonneuse…). Il dirige aussi des publicités par le biais de l'Institute for the Development of Enhanced Perceptual Awareness.

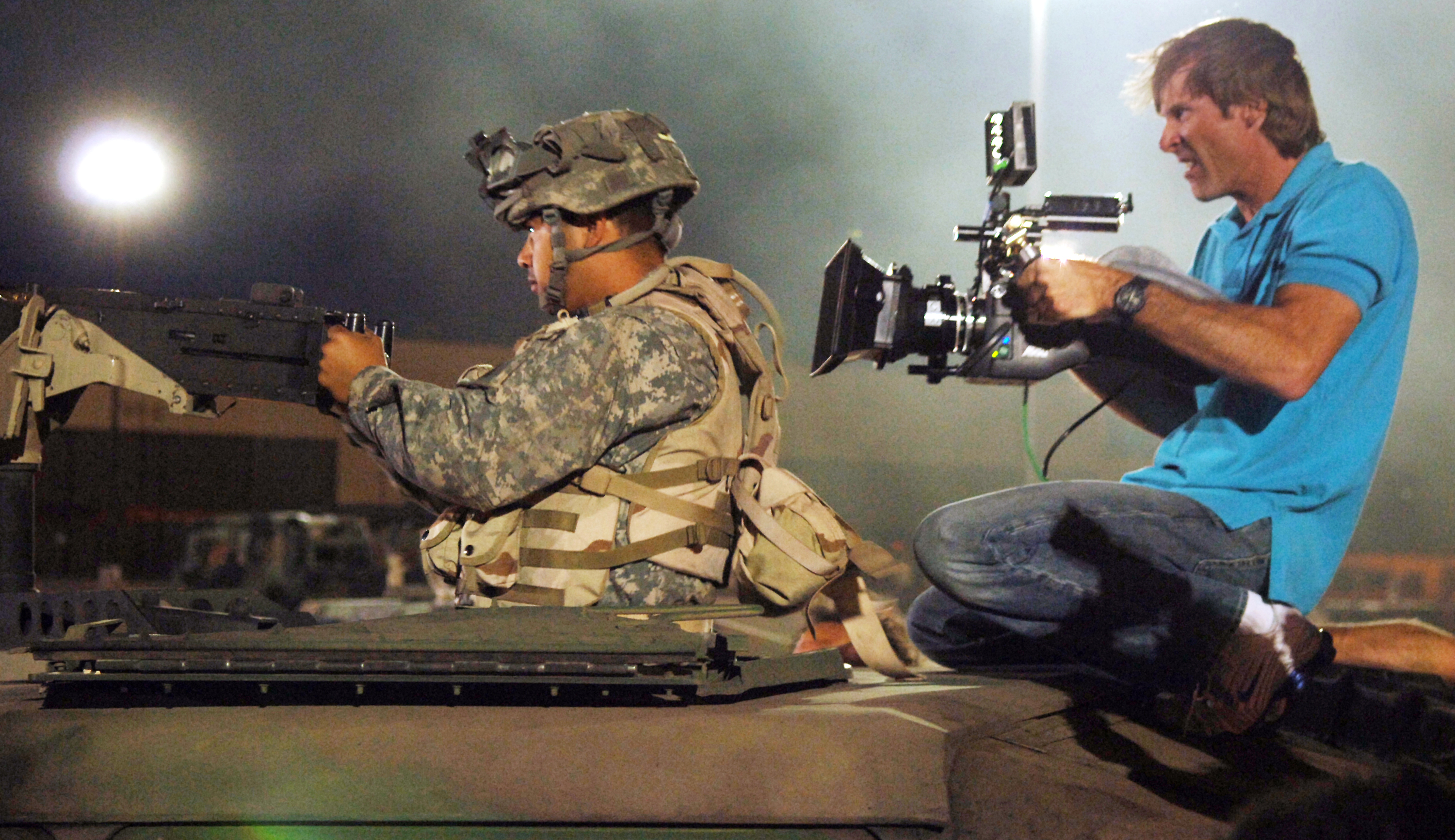
Michael Bay sur le tournage du film Transformers

En 2007, il rencontre Steven Spielberg, en tant que producteur exécutif, et dirige le film d'action Transformers. Il est basé sur la franchise Transformers, qui renvoie à l'univers de jouets (il profite du merchandising), créé par Hasbro, avec deux races de robots ennemis : les gentils Autobots et les méchants Decepticons. Le film sort aux États-Unis et au Canada le 3 juillet 2007, avec Shia LaBeouf. Les avant-premières rapportent 8,8 millions de dollars, et dès son premier jour de sortie, le film engrange 27,8 millions de dollars, record pour le box-office. Le week-end de sa sortie, Transformers rapporte 70,5 millions de dollars, et 155,4 millions de dollars pour la première semaine, record de la semaine de sortie la plus rentable pour une non-suite. En novembre 2007, le film fait plus de 319 millions de dollars au niveau national, et plus de 708 millions de dollars dans le monde. Le film est bien accueilli par le public et par les critiques.
Michael Bay et Steven Spielberg collaborent de nouveau pour Transformers 2 : La Revanche, qui sort en 2009. C'est un nouveau succès au box-office avec 836 millions de dollars, malgré un mauvais accueil critique. Le film se voit reprocher les effets spéciaux trop nombreux et lassants ainsi qu'un scénario très faible.

### Années 2010
En 2009, Michael Bay signe avec Victoria's Secret : il réalise les publicités de la marque pour les campagnes de 2009, 2010 et 2013.
Michael Bay, à la suite de l'annonce de Paramount, dirige et sort le troisième Transformers à l'été 2011, Transformers 3 : La Face cachée de la Lune, qui sort en 3D (Steven Spielberg reste producteur délégué). Les robots s'affrontent, mais dans un nouveau contexte : la découverte de robots survivants durant Apollo 11, quand l'homme a marché sur la lune. Le film rapporte 1,12 milliard de dollars dans le monde, un des plus gros succès du box-office mondial et américain. Il reçoit des critiques négatives de la presse.
En 2013, Michael Bay réalise No Pain No Gain, long-métrage basé sur l'histoire vraie de criminels culturistes violents et déjantés, drogués aux anabolisants. Un film plus « confidentiel » pour lui :  25 millions de dollars de budget. Il engrange 96 millions de dollars de recettes au box-office, malgré un accueil critique mitigé.
Transformers : L'Âge de l'extinction (Transformers : Age of Extinction) sort à l'été 2014. Le film est annoncé comme le premier d'une nouvelle trilogie dans laquelle le héros principal sera incarné par Mark Wahlberg. Des spin-offs sont envisagés. Le casting est renouvelé, mais pas l'équipe technique, ni la réception du film : Michael Bay en réalisateur, Steven Spielberg à la production. Et c'est un succès. Le milliard de dollars est franchi, malgré un score mitigé aux États-Unis, et malgré un accueil négatif de la presse.
Son film suivant, 13 Hours, sort en 2016. Il traite de l'attaque du consulat américain dans la ville de Benghazi en Libye, qui se solde par la mort de l'ambassadeur J. Christopher Stevens. Le film met l'accent sur le rôle du groupe d'élite chargé de défendre la place forte.
Bien qu'il ne souhaite plus réaliser de film sur les robots après le quatrième opus de la franchise Transfomers, il dirige encore Transformers: The Last Knight, cinquième opus de la franchise, sorti au cinéma en 2017. Spectateurs et critiques rejettent le film. Il ne fait que 600 millions de dollars de recette au box-office mondial. Il rapporte moins que le premier opus de la série.
Le réalisateur, très engagé dans la défense des droits des animaux, prévoit de réaliser un documentaire sur le braconnage des éléphants. Il en avait fait part lors de la première de Transformers : L'Âge de l'extinction.
Le 23 octobre 2017, The Hollywood Reporter annonce que Michael Bay produira l'adaptation au cinéma de Dora l'exploratrice, célèbre dessin animé de la chaîne Nickelodeon. Le scénariste britannique Nicholas Stoller accompagne le réalisateur-producteur dans ce projet des studios Paramount.
Le 23 mai 2018, Bay est annoncé comme réalisateur du film Six Underground, film le plus cher produit par Netflix. Il y dirige notamment Ryan Reynolds et Mélanie Laurent. Le film sort en 2019.

## Œuvre

### Inspirations et influences
Michael Bay s'inspire de différents réalisateurs : Steven Spielberg, James Cameron, Stanley Kubrick, George Lucas, Joel et Ethan Coen. Dans sa jeunesse, il travaille pour Lucasfilm, et participe au storyboard du premier film d'Indiana Jones, Les Aventuriers de l'arche perdue.
Deux de ses films, The Island et Transformers 2 : La revanche, sont connus pour leur grand nombre de placement de produits. Ils présentent respectivement 35 et 47 marques différentes.

## Filmographie
Sauf indication contraire, les informations mentionnées dans cette section peuvent être confirmées par la base de données cinématographiques IMDb,  présente dans la section « Liens externes ».

### Comme réalisateur
- 1995 : Bad Boys
- 1996 : Rock (The Rock)
- 1998 : Armageddon
- 2001 : Pearl Harbor
- 2003 : Bad Boys 2 (Bad Boys II)
- 2005 : The Island
- 2007 : Transformers
- 2009 : Transformers 2 : La Revanche (Transformers: Revenge of the Fallen)
- 2011 : Transformers 3 : La Face cachée de la Lune (Transformers: Dark of the Moon)
- 2013 : No Pain No Gain (Pain and Gain)
- 2014 : Transformers : L'Âge de l'extinction (Transformers: Age of Extinction)
- 2016 : 13 Hours (13 Hours: The Secret Soldiers of Benghazi)
- 2017 : Transformers: The Last Knight
- 2019 : Six Underground
- 2022 : Ambulance
- 2025 : We Are Storror (en)

### Comme producteur / producteur délégué

#### Cinéma
- 1998 : Armageddon
- 2001 : Pearl Harbor
- 2003 : Massacre à la tronçonneuse (The Texas Chainsaw Massacre) de Marcus Nispel
- 2005 : Amityville d'Andrew Douglas
- 2005 : The Island
- 2006 : Massacre à la tronçonneuse : Le Commencement (The Texas Chainsaw Massacre: The Beginning) de Jonathan Liebesman
- 2007 : Transformers (producteur exécutif)
- 2007 : Hitcher de Dave Meyers
- 2009 : Unborn de David S. Goyer
- 2009 : Transformers 2 : La Revanche (Transformers: Revenge of the Fallen)
- 2009 : Vendredi 13 (Friday the 13th) de Marcus Nispel
- 2009 : Les Cavaliers de l'Apocalypse (Horsemen) de Jonas Åkerlund
- 2010 : Phinéas et Ferb, le film de Dan Povenmire
- 2010 : Freddy : Les Griffes de la nuit (A Nightmare on Elm Street) de Samuel Bayer
- 2011 : Transformers 3 : La Face cachée de la Lune (Transformers: Dark of the moon) (producteur délégué)
- 2011 : Numéro Quatre (I Am Number Four) de D. J. Caruso
- 2013 : American Nightmare (The Purge) de James DeMonaco
- 2013 : No Pain No Gain (Pain and Gain)
- 2014 : Transformers : L'Âge de l'extinction (Transformers: Age of Exctinction) (producteur délégué)
- 2014 : Ninja Turtles (Teenage Mutant Ninja Turtles) de Jonathan Liebesman
- 2014 : Projet Almanac (Project Almanac) de Dean Israelite
- 2014 : American Nightmare 2: Anarchy (The Purge: Anarchy) de James DeMonaco
- 2014 : Ouija de Stiles White
- 2016 : 13 Hours (13 Hours: The Secret Soldiers of Benghazi)
- 2016 : Ninja Turtles 2 (Teenage Mutant Ninja Turtles: Out of the Shadows) de Dave Green
- 2016 : American Nightmare 3 : Élections (The Purge: Election Year) de James DeMonaco
- 2016 : Ouija 2 de Mike Flanagan
- 2017 : Transformers: The Last Knight (producteur délégué)
- 2018 : Sans un bruit (A Quiet Place) de John Krasinski
- 2018 : Little America de Rowan Atthale
- 2018 : American Nightmare 4 : Les Origines (The First Purge) de Gerard McMurray
- 2018 : Bumblebee de Travis Knight
- 2019 : Six Underground
- 2020 : Songbird d'Adam Mason
- 2021 : Sans un bruit 2 (A Quiet Place Part II) de John Krasinski
- 2023 : Transformers: Rise of the Beasts de Steven Caple Jr.
- 2024 : Sans un bruit : jour 1 (A Quiet Place: Day One) de Michael Sarnoski
- 2024 : Transformers One de Josh Cooley
- 2024 : Apartment 7A de Natalie Erika James
- 2025 : Drop Game (Drop) de Christopher Landon

#### Télévision
- 2013 : Occult (TV) de Rob S. Bowman : producteur exécutif
- 2014-2017 : Black Sails (série télévisée) - 38 épisodes
- 2014-2018 : The Last Ship (série télévisée) : producteur exécutif
- 2018-2019 : The Purge (série télévisée)

### Comme acteur
- 1986 : Deux Flics à Miami (Miami Vice) (série télévisée) - saison 2, épisode 21 : Goon #3
- 1986 : Vengeance, l'histoire de Tony Cimo (Vengeance: The Story of Tony Cimo) (téléfilm) de Marc Daniels : un agent
- 1998 : Armageddon : un scientifique de la NASA (non crédité)
- 1999 : Mystery Men de Kinka Usher : Frat Boy
- 2000 : Coyote Girls : le photographe
- 2003 : Bad Boys 2 : le conducteur de la voiture que Mike refuse de réquisitionner
- 2007 : Transformers : le civil repoussé par Megatron après sa chute (caméo)
- 2014 : Transformers : L'Âge de l'extinction (Transformers: Age of Extinction) : le passager du camion percuté par Optimus Prime (caméo)
- 2020 : Bad Boys for Life d'Adil El Arbi et Bilall Fallah : le maître de cérémonie au mariage (caméo)
- 2024 : Bad Boys: Ride or Die d'Adil El Arbi et Bilall Fallah :  Conducteur de la Porsche  (caméo)

### Clips musicaux
- 1989
  - Watcha Gonna Do ?, Tyler Collins
  - I'll Be Holding You, Gregg Allman
  - Sacred Emotion, Donny Osmond
  - Call It Love, Poco
  - Angelia, Richard Marx
- 1990
  - I Love You, Vanilla Ice
  - A Second Chance, Tyler Collins
  - Up All Night, Slaughter
  - Sittin' in the Lap of Luxury, Louie Louie
  - Keep On Lovin Me, Colin James
  - Dream On, Britny Fox
  - Hearthbeat, Seduction
  - Bird on a Wire, The Neville Brothers
  - Love is the Ritual, Styx
  - My Love is a Fire, Donny Osmond
  - Hearts in Trouble, Chicago
  - Show Me The Way, Styx
- 1991
  - Can't Get Enuff, Winger
  - Sure Lookin', Donny Osmond
  - I Touch Myself, Divinyls
  - Remember My Name, House of Lords
  - Congo Square, Great White
  - That's the Way Love Goes, Young MC
  - Nutbush City Limits, Tina Turner
  - Call It Rock'n Roll, Great White
- 1992
  - Love Thing, Tina Turner
  - You Won't See Me Cry, Wilson Phillips
  - Do It Me, Lionel Richie
- 1993 : I'd Do Anything for Love (But I Won't Do That), Meat Loaf
- 1994 : Rock and Roll Dreams Come Through, Meat Loaf
- 1997 : Falling in Love (Is Hard on the Knees), Aerosmith
- 2001 : There You'll Be, Faith Hill

## Box-office
Ses films ont rapporté 6,50 milliards de dollars de recettes dans le monde : il est le sixième cinéaste avec le meilleur box-office de l'histoire du cinéma derrière Steven Spielberg (12,04 milliards), James Cameron (8,75 milliards), les frères Russo et Peter Jackson.
| Film                                       | Date de Sortie États-Unis | Date de Sortie France | Studio                                               | Budget          | États-Unis      | France             | Box-office Monde |  |
| ------------------------------------------ | ------------------------- | --------------------- | ---------------------------------------------------- | --------------- | --------------- | ------------------ | ---------------- |  |
| Bad Boys                                   | 7 avril 1995              | 5 juillet 1995        | Columbia Pictures                                    | 19 000 000 $    | 65 807 024 $    | 1 636 092 entrées  | 141 400 000 $    |  |
| Rock                                       | 7 juin 1996               | 31 juillet 1996       | Hollywood Pictures                                   | 75 000 000 $    | 134 069 511 $   | 1 849 549 entrées  | 335 100 000 $    |  |
| Armageddon                                 | 1er juillet 1998          | 5 août 1998           | Buena Vista Distribution                             | 140 000 000 $   | 201 578 182 $   | 4 606 936 entrées  | 553 700 000 $    |  |
| Pearl Harbor                               | 25 mai 2001               | 6 juin 2001           | Walt Disney Pictures                                 | 140 000 000 $   | 198 542 554 $   | 2 514 353 entrées  | 449 200 000 $    |  |
| Bad Boys 2                                 | 18 juillet 2003           | 15 octobre 2003       | Columbia Pictures                                    | 130 000 000 $   | 138 608 444 $   | 1 942 671 entrées  | 273 300 000 $    |  |
| The Island                                 | 22 juillet 2005           | 17 août 2005          | DreamWorks SKG et Warner Bros                        | 126 000 000 $   | 34 126 850 $    | 1 556 590 entrèes  | 162 900 000 $    |  |
| Transformers                               | 4 juillet 2007            | 25 juillet 2007       | Paramount Pictures et DreamWorks SKG                 | 150 000 000 $   | 319 246 193 $   | 1 984 829 entrées  | 709 700 000 $    |  |
| Transformers 2 : La Revanche               | 24 juin 2009              | 24 juin 2009          | Paramount Pictures et DreamWorks SKG                 | 200 000 000 $   | 402 111 870 $   | 2 276 748 entrées  | 836 300 000 $    |  |
| Transformers 3 : La Face cachée de la Lune | 29 juin 2011              | 29 juin 2011          | Paramount Pictures et DreamWorks SKG                 | 195 000 000 $   | 352 390 543 $   | 2 622 932 entrées  | 1 124 000 000 $  |  |
| No Pain No Gain                            | 26 avril 2013             | 11 septembre 2013     | Paramount Pictures                                   | 26 000 000 $    | 48 532 000 $    | 327 085 entrées    | 86 200 000 $     |  |
| Transformers : L'Âge de l'extinction       | 27 juin 2014              | 16 juillet 2014       | Paramount Pictures et DreamWorks SKG                 | 210 000 000 $   | 245 439 079 $   | 2 343 189 entrées  | 1 104 000 000 $  |  |
| 13 Hours                                   | 15 janvier 2016           | 30 mars 2016          | Paramount Pictures                                   | 50 000 000 $    | 52 853 219 $    | 106 354 entrées    | 69 400 000 $     |  |
| Transformers: The Last Knight              | 21 juin 2017              | 28 juin 2017          | Paramount Pictures et DreamWorks SKG                 | 217 000 000 $   | 130 154 281 $   | 1 412 540 entrées  | 605 400 000 $    |  |
| Ambulance                                  | 16 mars 2022              | 23 mars 2022          | Universal Pictures                                   | 40 000 000 $    | 22 781 115 $    | 250 665 entrées    | 52 300 984 $     |  |
| We are storror (en)                        | 8 mars 2025               | Aucune sortie         | Rhea Films, Bay Films, Hercules Film et FundMakeMake | N/A             | N/A             | N/A                | N/A              |  |
| Total                                      | Total                     | Total                 | Total                                                | 1 678 000 000 $ | 2 323 462 420 $ | 25 430 533 entrées | 6 504 702 609 $  |  |

## Récompenses
En 1994, Michael Bay est honoré par la Directors Guild of America en tant que réalisateur de films publicitaires de l'année. Il reçoit le ShoWest 2009 Vanguard Award pour son excellence dans le cinéma lors de la Confab des propriétaires de cinéma.
Il reçoit aussi le prix du pire réalisateur de l'année lors de la 30e cérémonie des Razzie Awards pour son film Transformers 2 : La revanche.

## Citation
Michael Bay est réputé pour son fort investissement sur les tournages, ainsi que pour son caractère tyrannique envers ses collaborateurs. Megan Fox a déclaré à son sujet : "Son truc, c'est d'être Hitler sur le tournage et il l'est." Par la suite, elle sera évincée par Steven Spielberg, du casting de la saga Transformers.